# Liste der Biografien/Fore
Liste der Biografien |
Portal Biografien |
Personensuche
# |
A |
B |
C |
D |
E |
F |
G |
H |
I |
J |
K |
L |
M |
N |
O |
P |
Q |
R |
S |
T |
U |
V |
W |
X |
Y |
Z |
?
 
Fa |
Fe |
Ff |
Fh |
Fi |
Fj |
Fk |
Fl |
Fm |
Fn |
Fo |
Fr |
Ft |
Fu |
Fy
 
Foa |
Fob |
Foc |
Fod |
Foe |
Fof |
Fog |
Foh |
Foi |
Foj |
Fok |
Fol |
Fom |
Fon |
Foo |
Fop |
For |
Fos |
Fot |
Fou |
Fov |
Fow |
Fox |
Foy |
Foz
 
Fora |
Forb |
Forc |
Ford |
Fore |
Forf |
Forg |
Fori |
Forj |
Fork |
Forl |
Form |
Forn |
Foro |
Forq |
Forr |
Fors |
Fort |
Foru |
Forw |
Fory |
Forz
Die Liste der Biografien führt alle Personen auf, die in der deutschsprachigen Wikipedia einen Artikel haben. Dieses ist eine Teilliste mit 104 Einträgen von Personen, deren Namen mit den Buchstaben „Fore“ beginnt.

## Fore
- Fore, Henrietta H. (* 1948), US-amerikanische Regierungsbeamtin und Funktionärin der Vereinten Nationen
- Foré, Noël (1932–1992), belgischer Radrennfahrer

### Foree
- Foree, Ken (* 1948), US-amerikanischer SchauspielerKen Foree (* 1948)

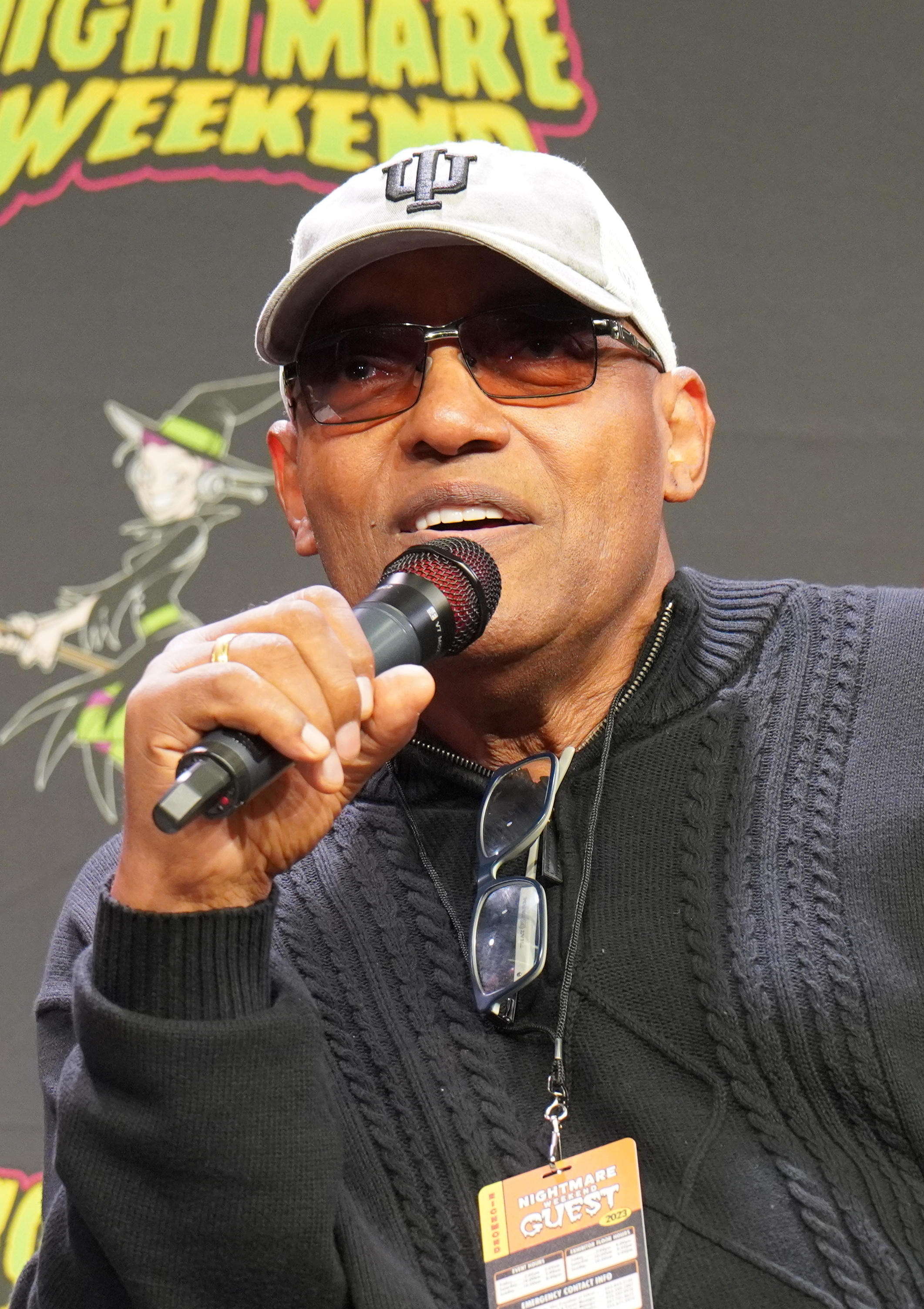
Ken Foree (* 1948)

- Foreest, Jorden van (* 1999), niederländischer Schachspieler
- Foreest, Machteld van (* 2007), niederländische Schachspielerin
- Foreest, Pieter van (1521–1597), niederländischer Arzt

### Foreg
- Foregger, Egmont (1922–2007), österreichischer Politiker
- Foregger, Richard von (1842–1916), österreichischer Rechtsanwalt und Abgeordneter
- Foregger, Richard von (1872–1960), österreich-US-amerikanischer Chemiker, Industrieller und Schwimmer

### Foreh
- Forehand, Mac (* 2001), US-amerikanischer Freestyle-Skier

### Forej
- Forejt, Jakub (* 2000), tschechischer Leichtathlet
- Forejt, Petr (* 1968), tschechischer Tontechniker
- Forejtek, Jonáš (* 2001), tschechischer Tennisspieler

### Forek
- Forek-Schmahl, Marion (1935–2011), rumänisch-deutsche Puppenexpertin und Fachbuchautorin

### Forel
- Forel, Armand (1920–2005), Schweizer Arzt und Politiker (PdA)
- Forel, Auguste (1848–1931), Schweizer Psychiater und Entomologe
- Forel, François-Alphonse (1841–1912), Schweizer Arzt, Naturforscher und Gründer der Limnologie
- Forel, Oscar (1891–1982), Schweizer Psychiater
- Forell, August von (1813–1891), preußischer Generalmajor und Inspekteur der 5. Festungsinspektion
- Forell, Birger (1893–1958), schwedischer Pfarrer
- Forell, Frederik J. (1888–1968), deutscher Pfarrer
- Forell, Friedrich von (1811–1872), preußischer Landrat
- Forell, Max Michel (1916–2012), deutscher Mediziner
- Forell, Paul (1892–1959), deutscher Fußballspieler
- Forell, Robert (1858–1927), deutscher Maler

### Forem
- Foreman, Amanda (* 1966), US-amerikanische Schauspielerin
- Foreman, Amanda (* 1968), US-amerikanisch-britische Historikerin und Autorin
- Foreman, Carl (1914–1984), US-amerikanischer Drehbuchautor
- Foreman, Deborah (* 1962), US-amerikanische Schauspielerin
- Foreman, Ed (1933–2022), US-amerikanischer Politiker
- Foreman, George (1949–2025), amerikanischer Schwergewichts-Boxer und christlicher GeistlicherGeorge Foreman (1949–2025)

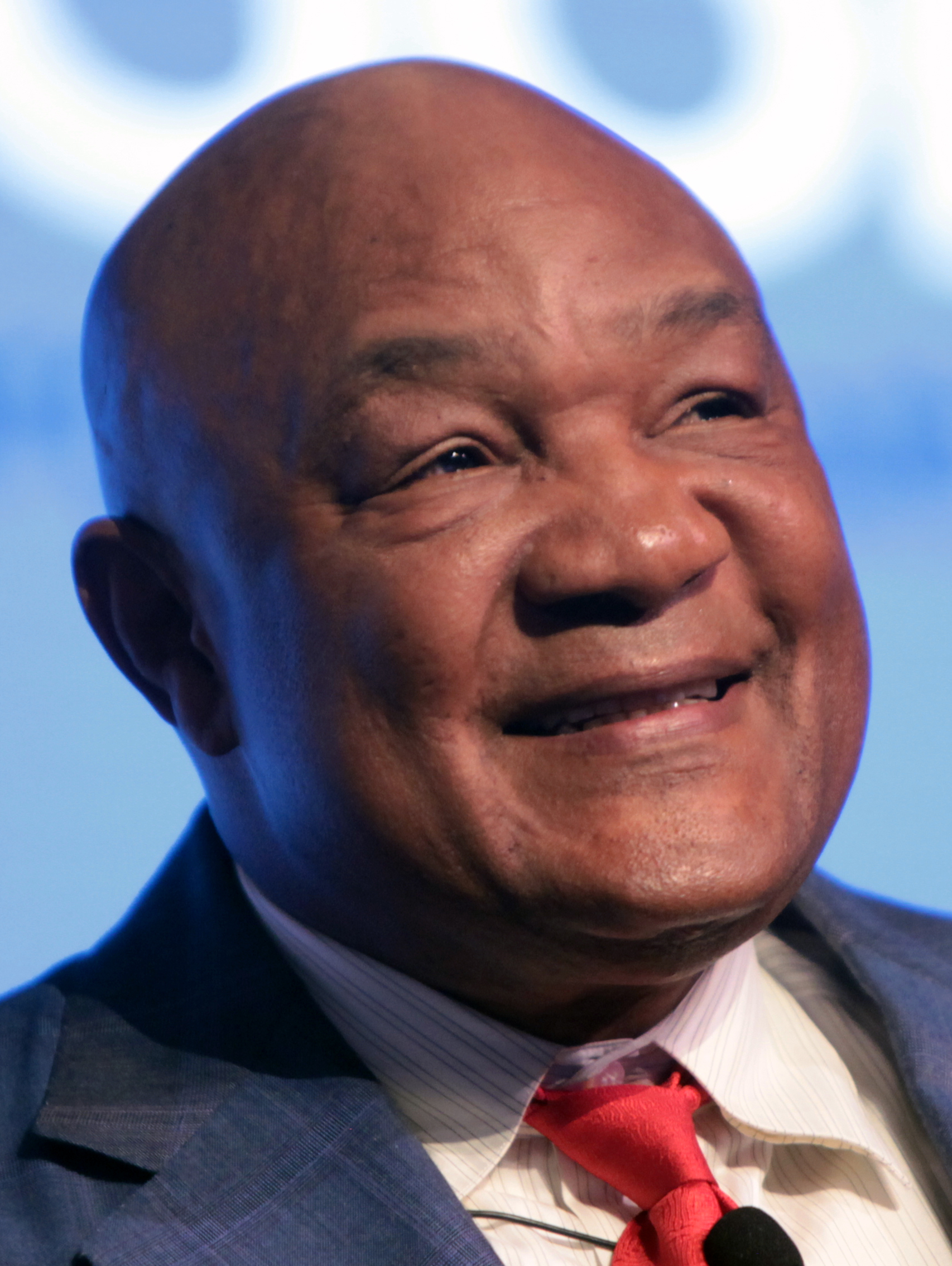
George Foreman (1949–2025)

- Foreman, Jamie (* 1958), britischer Schauspieler
- Foreman, Joe (1935–1999), kanadischer Sprinter
- Foreman, John (1925–1992), US-amerikanischer Filmproduzent
- Foreman, Matthew (* 1957), US-amerikanischer Mathematiker
- Foreman, Michael James (* 1957), US-amerikanischer Astronaut
- Foreman, Paul (1939–2020), jamaikanischer Weitspringer
- Foreman, Richard (1937–2025), US-amerikanischer Regisseur und Theaterautor
- Foreman, Sean (* 1985), amerikanischer Popmusiker und Songwriter
- Foreman, Yuri (* 1980), israelischer Boxer
- Foreman-Mackey, Annie (* 1991), kanadische Radrennfahrerin
- Foremniak, Małgorzata (* 1967), polnische Schauspielerin
- Foremny, Matthias (* 1972), deutscher Dirigent und Hochschullehrer
- Foremny, Stephan (1931–2006), deutscher Musiker, Komponist, Chorleiter und Hochschullehrer

### Foren
- Forenc, Konrad (* 1992), polnischer Fußballtorwart
- Forenza, Eleonora (* 1976), italienische Politikerin (Partito della Rifondazione Comunista), MdEP

### Forer
- Forer, Albuin (1912–1975), italienischer Politiker (Südtirol)
- Forer, Alois (1909–2001), österreichischer Organist und Hochschulprofessor
- Forer, Bertram R. (1914–2000), US-amerikanischer Psychologe
- Forer, Heinrich (1913–1997), italienischer Geistlicher und Weihbischof (Südtirol)
- Forer, Johann Rudolf Philipp (1598–1666), Schweizer evangelischer Geistlicher
- Forer, Julius (* 2000), österreichischer Freestyle-Skiläuferin
- Forer, Renward, Schweizer Kirchenmaler und Tuchhändler
- Forero, Efraín (1930–2022), kolumbianischer Radrennfahrer
- Forero, Juan Pablo (* 1983), kolumbianischer Radrennfahrer

### Fores
- Forescu, Maria (1875–1947), deutschsprachige Operettensängerin und Filmschauspielerin
- Forest, Dan (* 1967), US-amerikanischer Politiker
- Forest, Delphine (1966–2020), französische Schauspielerin
- Forest, Emmelie de (* 1993), dänische MusikerinEmmelie de Forest (* 1993)

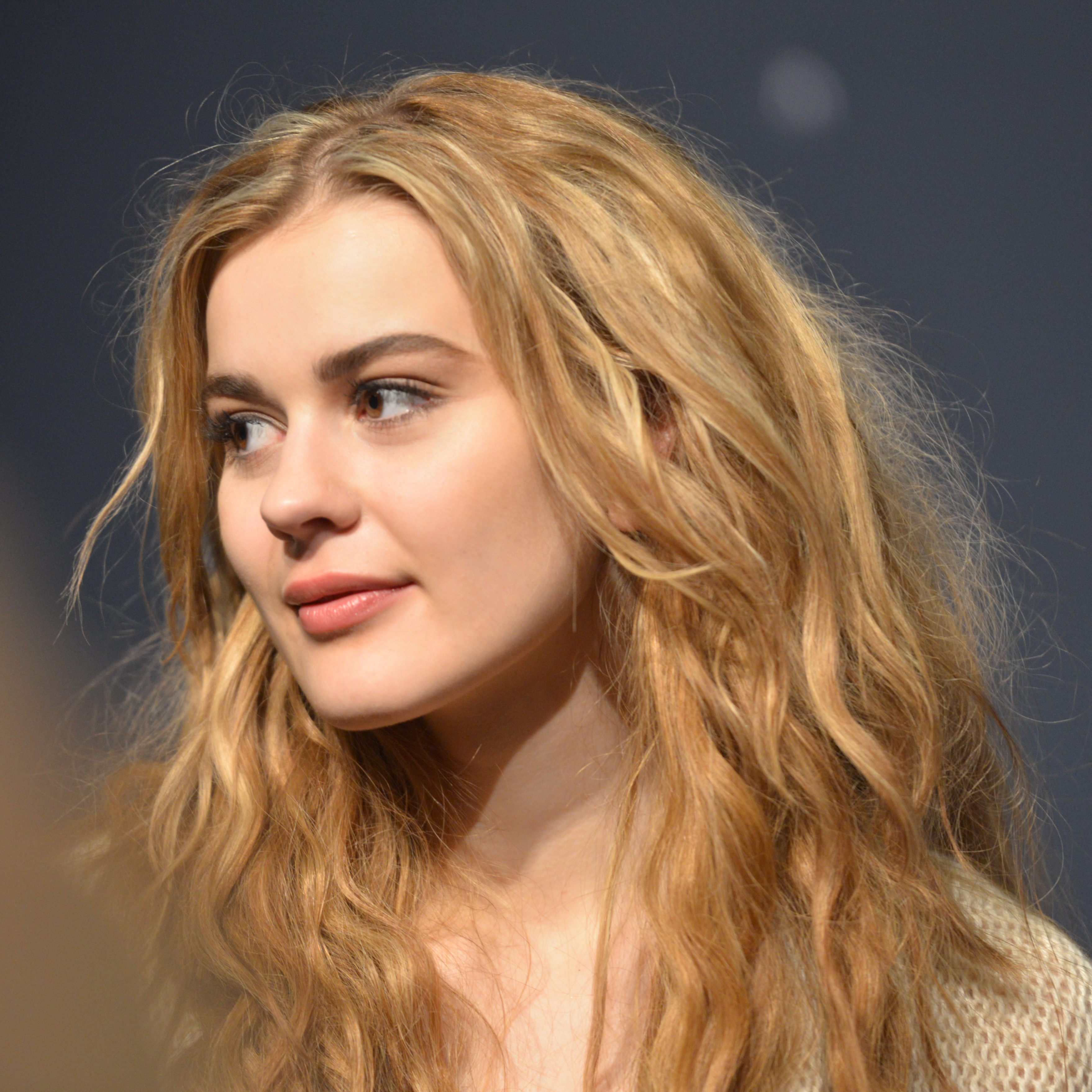
Emmelie de Forest (* 1993)

- Forest, Éric (* 1952), kanadischer Politiker, Bundessenator
- Forest, Eva (1928–2007), spanische Ärztin, Schriftstellerin, Verlegerin und Widerstandskämpferin gegen die Franco-Diktatur
- Forest, Fred (* 1933), algerisch-französischer Pionier der Videokunst, Medienkünstler, Maler, Zeichner, Grafiker und Professor
- Forest, Jean (1912–1980), französischer Kinderdarsteller
- Forest, Jean Kurt (1909–1975), deutscher Komponist und Musiker
- Forest, Jean-Claude (1930–1998), französischer Comiczeichner
- Forest, John (1471–1538), Franziskaner-Minorit, Märtyrer, Seliger
- Forest, Karl (1874–1944), österreichischer Schauspieler
- Forest, Lockwood de (1850–1932), US-amerikanischer Maler und Innenarchitekt
- Forest, Mark (1933–2022), US-amerikanischer Schauspieler, Bodybuilder und Opernsänger
- Forest, Michael (* 1929), US-amerikanischer Schauspieler und SynchronsprecherMichael Forest (* 1929)

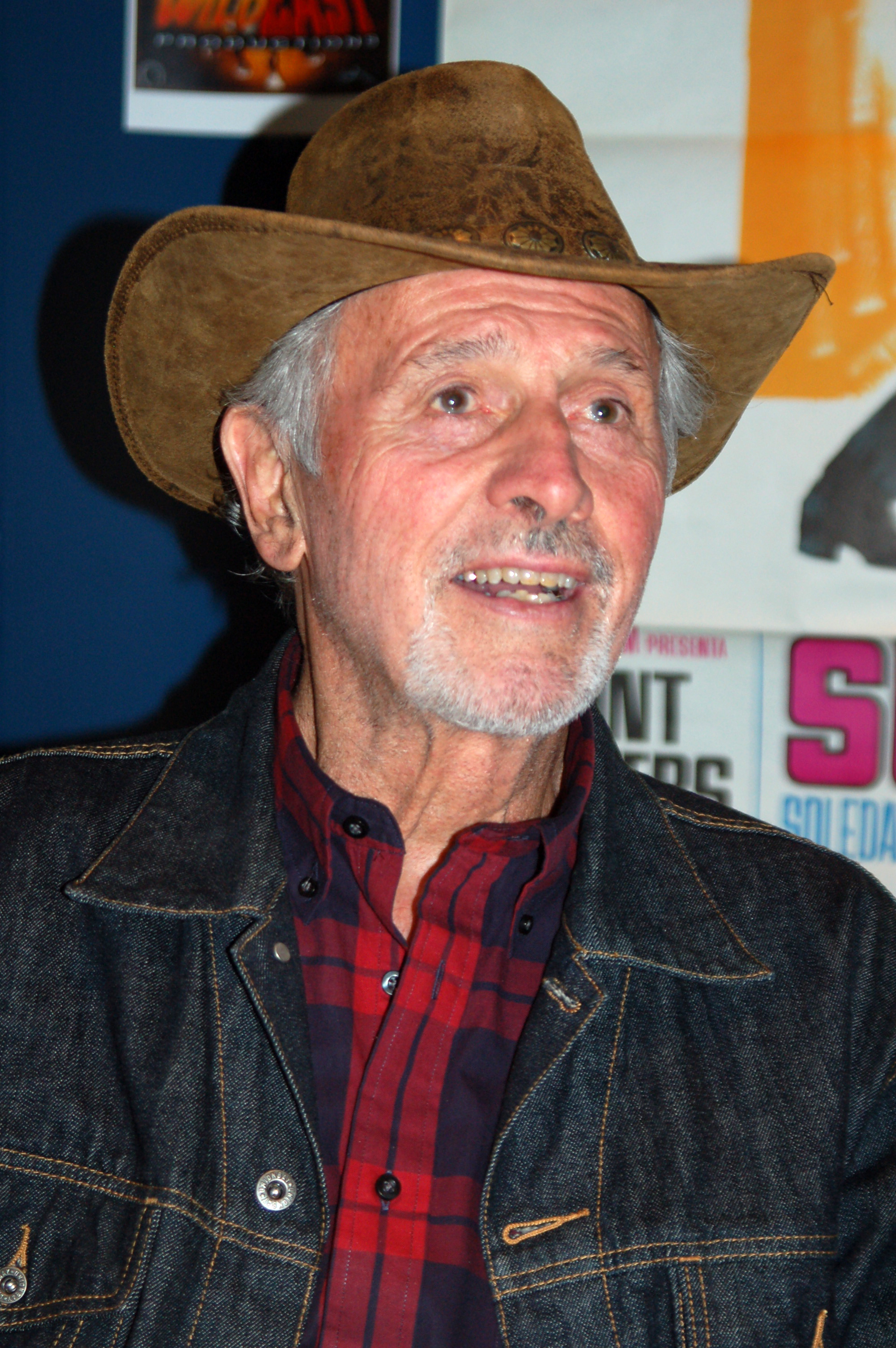
Michael Forest (* 1929)

- Forest, Robert (* 1961), französischer Radrennfahrer
- Forester de Rothschild, Lynn (* 1954), britisch-US-amerikanische Unternehmerin und Mäzen
- Forester, Cecil Scott (1899–1966), britischer Schriftsteller und Journalist
- Forester, Hans (1902–1976), deutscher Richter
- Forester, John B. († 1845), US-amerikanischer Politiker
- Forester, Laura Pope (1873–1953), amerikanische Künstlerin
- Forester, Nicole (* 1972), US-amerikanische Schauspielerin
- Forester, Wolfgang (1929–1998), deutscher Schauspieler und Hörspielsprecher
- Foresti, Bruno (1923–2022), italienischer Geistlicher, römisch-katholischer Erzbischof sowie Bischof von Brescia und Abt von Nonantola
- Foresti, Giulio (1888–1965), italienischer Autorennfahrer
- Foresti, Lucas (* 1992), brasilianischer Automobilrennfahrer
- Foresti, Traute (1915–2015), österreichische Schriftstellerin
- Forestier, Auguste (1887–1958), französischer Künstler
- Forestier, Claudius (1810–1891), französischer gehörloser Aktivist
- Forestier, Etienne (1712–1768), französischer Bronzegießer
- Forestier, Frédéric (* 1969), französischer Regisseur
- Forestier, Georges (1951–2024), französischer Literaturwissenschaftler und Theaterhistoriker
- Forestier, Henry-Claudius (1874–1922), Schweizer Maler und Plakatkünstler
- Forestier, Jacques (1890–1978), französischer Internist, Rheumatologe und Rugby-Union-Spieler
- Forestier, Jean (* 1930), französischer Radrennfahrer
- Forestier, Louise (* 1943), kanadische Singer-Songwriterin und Schauspielerin
- Forestier, Pierre (1902–1989), französischer Architekt und Stadtplaner
- Forestier, Sara (* 1986), französische SchauspielerinSara Forestier (* 1986)

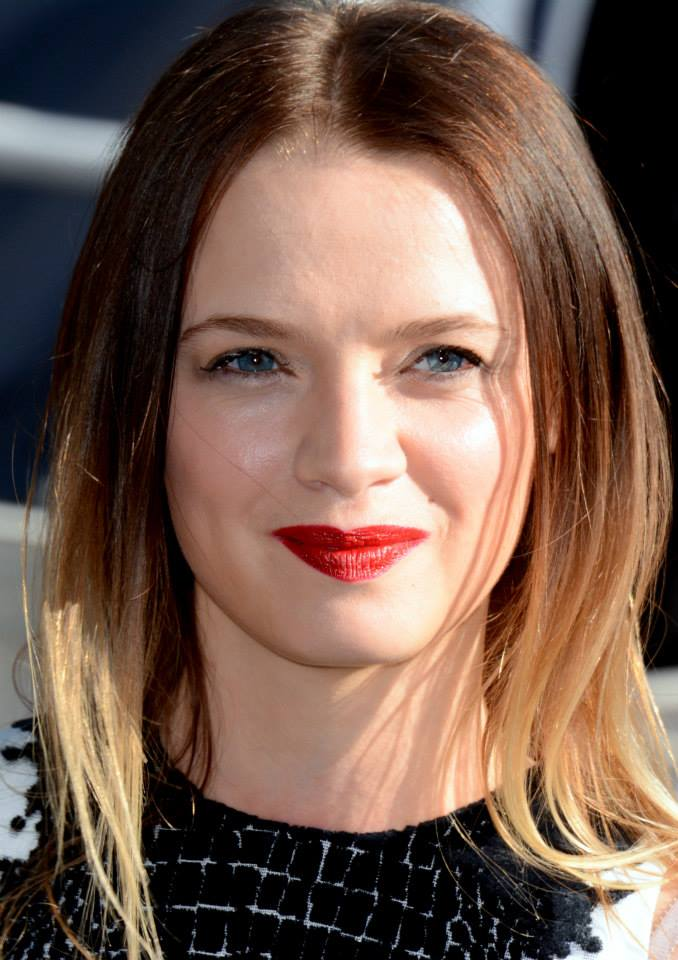
Sara Forestier (* 1986)

- Forestier-Walker, Frederick (1844–1910), britischer General, Gouverneur von Gibraltar
- Forestieri, Fernando (* 1990), italienisch-argentinischer Fußballspieler
- Forestieri, Liane (* 1975), deutsche Schauspielerin
- Foresythe, Reginald (1907–1958), englischer Jazzpianist, Arrangeur, Komponist und Bandleader

### Foret
- Foret, Fabien (* 1973), französischer Motorradrennfahrer
- Foret, Roger Joseph (1870–1943), deutscher Politiker (Zentrum)
- Foretay, Alfred (1861–1944), Schweizer Maler
- Forêts, Louis-René des (1918–2000), französischer Schriftsteller
- Foretz, Stéphanie (* 1981), französische Tennisspielerin

### Forey
- Forey, Christophe (* 1960), französischer Lichtdesigner
- Forey, Élie-Frédéric (1804–1872), französischer General und Marschall von Frankreich